# Jordan Hill
Jordan Craig Hill (ur. 27 lipca 1987 Newberry, Karolina Południowa) – amerykański koszykarz, grający na pozycji środkowego.
Przed rozpoczęciem gry w NBA, Hill reprezentował barwy drużyny uniwersyteckiej Arizona Wildcats. W sezonie 2008/09 został wybrany do pierwszej piątki konferencji Pac-10. Po sezonie zgłosił się do draftu NBA, w którym został wybrany z 8. numerem przez New York Knicks.
18 lutego 2010, Hill wraz z Jaredem Jeffriesem zostali wytransferowani do Houston Rockets, jako część wymiany z udziałem trzech klubów.
15 marca 2012 Hill został wymieniony do Los Angeles Lakers w zamian za Dereka Fishera oraz wybór w drafcie 2012. 22 kwietnia, w wygranym po dwóch dogrywkach meczu z Oklahoma City Thunder, Hill zdobył 14 punktów, miał do tego 15 zbiórek i 3 bloki, grając w czwartej kwarcie i dogrywkach zamiast podstawowego centra Lakers, uczestnika All-Star Andrew Bynuma. Występ ten przyczynił się do tego, że Hill w play-offach został podstawowym zmiennikiem Bynuma i Pau Gasola.
25 lipca 2012 przedłużył kontrakt z Lakers na kolejne dwa lata.
14 lipca 2015 roku podpisał umowę z klubem Indiana Pacers. 20 lipca 2016 roku zawarł nowy kontrakt z zespołem Minnesoty Timberwolves.

## Statystyki w NBA
Na podstawie Basketball-Reference.com (ang.)

### Sezon regularny
| Sezon   | Drużyna     | M   | S5  | MPG  | FG%   | 3P%   | FT%   | RPG | APG | SPG | BPG | PPG  |
| ------- | ----------- | --- | --- | ---- | ----- | ----- | ----- | --- | --- | --- | --- | ---- |
| 2009/10 | New York    | 24  | 0   | 10,5 | 44,6% | 0,0%  | 71,4% | 2,5 | 0,3 | 0,4 | 0,4 | 4,0  |
| 2009/10 | Houston     | 23  | 0   | 16,2 | 53,2% | –     | 66,0% | 5,0 | 0,6 | 0,2 | 0,5 | 6,4  |
| 2010/11 | Houston     | 72  | 11  | 15,6 | 49,1% | 0,0%  | 70,6% | 4,3 | 0,4 | 0,2 | 0,7 | 5,6  |
| 2011/12 | Houston     | 32  | 7   | 14,7 | 50,4% | 0,0%  | 64,1% | 4,8 | 0,4 | 0,3 | 0,7 | 5,0  |
| 2011/12 | L.A. Lakers | 7   | 1   | 11,7 | 46,7% | –     | 62,5% | 4,4 | 0,3 | 0,7 | 0,9 | 4,7  |
| 2012/13 | L.A. Lakers | 29  | 1   | 15,8 | 49,7% | 0,0%  | 65,6% | 5,7 | 0,4 | 0,3 | 0,7 | 6,7  |
| 2013/14 | L.A. Lakers | 72  | 32  | 20,8 | 54,9% | 0,0%  | 68,5% | 7,4 | 0,8 | 0,4 | 0,9 | 9,7  |
| 2014/15 | L.A. Lakers | 70  | 57  | 26,8 | 45,9% | 27,3% | 73,8% | 7,9 | 1,5 | 0,5 | 0,7 | 12,0 |
| 2015/16 | Indiana     | 73  | 11  | 20,7 | 50,6% | 0,0%  | 71,2% | 6,2 | 1,2 | 0,5 | 0,5 | 8,8  |
| 2016/17 | Minnesota   | 7   | 0   | 6,7  | 38,5% | –     | 100%  | 2,0 | 0,0 | 0,1 | 0,0 | 1,7  |
| Razem   |             | 409 | 120 | 18,8 | 49,7% | 13,6% | 69,9% | 5,8 | 0,8 | 0,4 | 0,7 | 7,9  |

### Play-offy
| Sezon | Drużyna     | M  | S5 | MPG  | FG%   | 3P% | FT%   | RPG | APG | SPG | BPG | PPG |
| ----- | ----------- | -- | -- | ---- | ----- | --- | ----- | --- | --- | --- | --- | --- |
| 2012  | L.A. Lakers | 12 | 0  | 18,1 | 43,4% | –   | 68,8% | 6,3 | 0,1 | 0,3 | 0,7 | 4,8 |
| 2013  | L.A. Lakers | 3  | 0  | 10,3 | 50,0% | –   | –     | 3,7 | 0,3 | 0,0 | 0,7 | 3,3 |
| 2016  | Indiana     | 5  | 0  | 3,0  | 0,0%  | –   | –     | 1,2 | 0,4 | 0,0 | 0,0 | 0,0 |
| Razem |             | 20 | 0  | 13,2 | 42,4% | –   | 68,8% | 4,7 | 0,2 | 0,2 | 0,5 | 3,4 |